# Триммель, Кристофер
Кристофер Триммель (нем. Christopher Trimmel; род. 24 февраля 1987[…], Оберпуллендорф, Бургенланд) — австрийский футболист, крайний защитник клуба «Унион» (Берлин) и сборной Австрии.

## Клубная карьера

### Ранние годы
Родился 24 февраля 1987 года в городе Оберпуллендорфе. Начал заниматься футболом в клубе «Маннерсдорф». В 2006 году присоединился к любительскому клубу «Хоричон». Спустя год сумел пробиться в основную команду, за которую забил 7 голов в 15 матчах.

### «Рапид» Вена
В 2008 году перешёл в венский «Рапид», где начал выступать за любительскую команду. Проявив себя в любительской команде клуба, завоевал место в составе основной команды, за которую дебютировал 5 апреля 2009 года в матче Бундеслиги против «Аустрии» (Кернтен), закончившемся победой «Рапида» со счётом 4:2. До конца сезона провёл ещё 4 матча.
Первый гол за венский клуб забил в матче второго квалификационного раунда Лиги Европы против албанской «Влазнии». 2 августа 2009 года в матче чемпионата против «Аустрии» (Кернтен) Триммель оформил хет-трик за 6 минут. Игра закончилась победой «Рапида» со счётом 5:1. Всего несколько дней спустя в добавленное время забил решающий гол в матче третьего квалификационного раунда Лиги Европы против «АПОП Кинирас» и вывел «Рапид» в групповой этап турнира.

### «Унион» Берлин
Летом 2014 года перешёл в берлинский «Унион» из Второй Бундеслиги. В сезоне 2018/19 стал капитаном команды и помог ей выйти по итогам сезона в Бундеслигу.
13 мая 2023 года провёл свой 300-й официальный матч за клуб. 24 октября 2023 года в матче против «Наполи» дебютировал в Лиге чемпионов УЕФА в возрасте 36 лет и 240 дней, став самым возрастным дебютантом из Австрии.

## Карьера в сборной
Триммель дебютировал за сборную Австрии 12 августа 2009 года в товарищеском матче против Камеруна, выйдя на замену на 67-й минуте матча. К марту 2010 года он трижды сыграл за сборную. 
Спустя более чем девять лет его снова вызвали в национальную сборную в октябре 2019 года, когда он сыграл в отборочном матче Чемпионата Европы против Израиля. В мае 2021 года был включён в предварительный состав Австрии на Чемпионат Европы 2020 и в конечном итоге попал в окончательный состав, с которым дошёл до 1/8 финала. В ноябре 2021 года забил свой первый гол за сборную в последнем матче квалификации Чемпионата мира против сборной Молдавии.
| № | Дата            | Соперник | Счёт | Голы | Пасы | Карточки | Минуты | Соревнование             |
| - | --------------- | -------- | ---- | ---- | ---- | -------- | ------ | ------------------------ |
| 1 | 12 августа 2009 | Камерун  | 0:2  | —    | —    | —        | 23'    | Товарищеский матч        |
| 2 | 9 сентября 2009 | Румыния  | 1:1  | —    | —    | —        | 28'    | Отбор ЧМ-2010 (группа G) |
| 3 | 3 марта 2010    | Дания    | 2:1  | —    | —    | —        | 1 '    | Товарищеский матч        |
| 4 | 10 октября 2019 | Израиль  | 3:1  | —    | —    | —        | 27'    | Отбор ЧЕ-2020 (группа G) |
| 5 | 13 октября 2019 | Словения | 1:0  | —    | —    | —        | 2 '    | Отбор ЧЕ-2020 (группа G) |

Итого: сыграно матчей: 5 / забито голов: 0; победы: 3, ничьи: 1, поражения: 1.

## Личная жизнь
Помимо карьеры в футболе Триммель также является профессиональным татуировщиком и владеет собственным тату-салоном.